# Tropheryma whipplei
Tropheryma whipplei ist ein grampositives aerobes Stäbchenbakterium aus der Familie Cellulomonadaceae. Meist ist er ein Kommensale im Mundbereich ohne pathogenen Symptome. Bei manchen Menschen, wahrscheinlich infolge defekter zellulärer Immunität, gelangen die Bakterien in den oberen Dünndarm und es kommt zu einer multisystemischen Erkrankung (Morbus Whipple).

## Merkmale
Tropheryma whipplei besteht aus kurzen aeroben Stäbchen, die meist 0,8 bis 1,7 µm lang und 0,25 bis 0,3 µm breit sind. Flagellen werden keine ausgebildet. Sie sind grampositiv und färben sich in der PAS-Reaktion gut, nicht aber mit der Ziehl-Neelsen-Färbung, sie sind also nicht säurefest. Die Bakterien wachsen vor allem innerhalb der Wirtszellen. Wenn extrazellulär, bildet das Bakterium Zellaggregate, die in einer extrazellulären Matrix eingebettet sind.

## Genom
Mehrere Tropheryma whipplei wurden bisher sequenziert. Das Bakterium scheint im Vergleich zu anderen Aktinobakterien ein reduziertes Genom zu besitzen.

## Name
Der Artname ehrt den US-amerikanischen Pathologen George Hoyt Whipple. Der Gattungsname kommt aus dem Griechischen: τροφή trophé – Ernährung und ερυμα eryma – Hürde, Hindernis, da das Bakterium eine Malabsorption verursachen kann.

## Belege
- B. La Scola, F. Fenollar, P. E. Fournier, M. Altwegg, M. N. Mallet, D. Raoult: Description of Tropheryma whipplei gen. nov., sp. nov., the Whipple’s disease bacillus. In: Int J Syst Evol Microbiol. 51, 2001, S. 1471–1479. (online) doi:10.1099/00207713-51-4-1471